# Super TV2
Super TV2 es un canal de televisión privado de Hungría, perteneciente a TV2 Csoport. Emite series y programas de entretenimiento, siendo los canales Cool TV y Viasat 3 sus principales competidores.

## Historia
TV2 Csoport quería lanzar un nuevo canal después de haber lanzado FEM3 y PRO4, y también después de que RTL lanzara RTL II. Los nombres que se barajaron para el nuevo canal eran TV+, TV2 Plus y TV2 Extra. Finalmente, se optó por el nombre de Super TV2, denominación actual del canal.
El 29 de agosto de 2016, como parte de la expansión a gran escala del grupo TV2 Csoport, Super TV2 adoptó su actual imagen corporativa.

## Programación
- 90210
- Combat Hospital
- Getaway
- Sr. Sunshine
- Ninas Mal
- NYC 22
- The Pacific
- Pan Am
- Ringer
- Sue Thomas: F.B.Eye
- Necessary Roughness
- Flashpoint
- Las Vegas
- How to Be a Gentleman
- Lipstick Jungle
- breaking In
- The Client List
- A Nagy Duett ( The Great Duet - programa de televisión)
- Jóban Rosszban (telenovela húngara)
- Super Mokka (programa de entrevistas diurno)
- Super TV2 rajzfilmek (dibujos animados)
- Tények Hatkor (Facts at Six-noticias)
- Sztárban sztár +1 kicsi (Tu cara suena familiar (versión para niños)